# Крісті Фріллінг
Крісті Фріллінг (англ. Kristy Frilling; нар. 8 січня 1990) — колишня американська тенісистка.
Найвищу одиночну позицію світового рейтингу — 679 місце досягла 12 травня, 2008, парну — 230 місце — 15 серпня 2008 року.
Здобула 5 парних титулів туру ITF.

## Фінали ITF
| турніри $50,000 |
| турніри $25,000 |
| турніри $10,000 |

### Парний розряд: 5 (5–0)
| Результат | Ранг | Дата           | Турнір                        | Покриття | Партнерка         | Суперниці                         | Рахунок          |
| --------- | ---- | -------------- | ----------------------------- | -------- | ----------------- | --------------------------------- | ---------------- |
| Перемога  | 1.   | 28 жовтня 2007 | ITF Огаста, США               | Тверде   | Медісон Бренгл    | Ангелина Габуєва Аліса Клейбанова | 6–3, 6–3         |
| Перемога  | 2.   | 11 травня 2008 | ITF Indian Harbour Beach, США | Ґрунт    | Медісон Бренгл    | Ракел Атаво Абігейл Спірс         | 2–6, 6–4, [10–7] |
| Перемога  | 3.   | 18 липня 2010  | ITF Атланта, США              | Тверде   | Юлія Глушко       | Ірина Фалконі Марія Санчес        | 6–2, 2–6, [10–7] |
| Перемога  | 4.   | 26 травня 2013 | ITF Самтер, США               | Тверде   | Александра Мюллер | Джеймі Лоеб Саназ Маранд          | 6–4, 6–3         |
| Перемога  | 5.   | 2 червня 2013  | ITF Гілтон-Гед, США           | Тверде   | Александра Мюллер | Гейлі Картер Джозі Кулмен         | 6–3, 6–4         |